# Luis Chiappara
Luis Chiappara   (Montevideo, c. 1890 - Després de 1929) va ser un futbolista uruguaià que va competir a començaments del segle xx.
A nivells de clubs jugà al River Plate Football Club. Amb la selecció de futbol de l'Uruguai fou seleccionat per disputar la competició de futbol dels Jocs Olímpics de París, on l'equip guanyà la medalla d'or, però ell no disputà cap partit.